# NHL 1997/98
Die NHL-Saison 1997/98 war die 81. Spielzeit in der National Hockey League. 26 Teams spielten jeweils 82 Spiele. Den Stanley Cup gewannen zum zweiten Mal in Folge die Detroit Red Wings nach einem 4:0-Erfolg („Sweep“) in der Finalserie gegen die Washington Capitals.
Es war die erste Saison für die Carolina Hurricanes, der bisherigen Hartford Whalers, nach ihrem Umzug. Mit den Edmonton Oilers wäre beinahe auch das vierte ehemalige WHA-Team nach Houston umgesiedelt worden. Eine Investorengruppe verhinderte jedoch den Verkauf.
Erstmals in der Geschichte der NHL fand ein Spiel nicht auf nordamerikanischem Boden statt. Der Saisonstart wurde im Hinblick auf die Olympischen Winterspiele in Nagano in der japanischen Hauptstadt Tokio ausgetragen. Dort trafen die Mighty Ducks of Anaheim auf die Vancouver Canucks. Um die erstmalige Teilnahme der NHL-Spieler bei „Olympia“ zu promoten, wurde beim NHL All-Star Game das Format gewechselt. Fortan traten die Nordamerikaner gegen eine internationale Auswahl der NHL-Spieler an.

## Reguläre Saison

### Abschlusstabellen
Abkürzungen: GP = Spiele, W = Siege, L = Niederlagen, T = Unentschieden nach Overtime, GF = Erzielte Tore, GA = Gegentore, Pts = Punkte

Erläuterungen: In Klammern befindet sich die Platzierung innerhalb der Conference;       = Playoff-Qualifikation,       = Divisions-Sieger,       = Conference-Sieger,       = Presidents’-Trophy-Gewinner

#### Eastern Conference
| Atlantic Division        | GP | W  | L  | T  | GF  | GA  | Pts |
| ------------------------ | -- | -- | -- | -- | --- | --- | --- |
| New Jersey Devils (1)    | 82 | 48 | 23 | 11 | 225 | 166 | 107 |
| Philadelphia Flyers (3)  | 82 | 42 | 29 | 11 | 242 | 193 | 95  |
| Washington Capitals (4)  | 82 | 40 | 30 | 12 | 219 | 202 | 92  |
| New York Islanders (10)  | 82 | 30 | 41 | 11 | 212 | 225 | 71  |
| New York Rangers (11)    | 82 | 25 | 39 | 18 | 197 | 231 | 68  |
| Florida Panthers (12)    | 82 | 24 | 43 | 15 | 203 | 256 | 63  |
| Tampa Bay Lightning (13) | 82 | 17 | 55 | 10 | 151 | 269 | 44  |

| Northeast Division      | GP | W  | L  | T  | GF  | GA  | Pts |
| ----------------------- | -- | -- | -- | -- | --- | --- | --- |
| Pittsburgh Penguins (2) | 82 | 40 | 24 | 18 | 228 | 188 | 98  |
| Boston Bruins (5)       | 82 | 39 | 30 | 13 | 221 | 194 | 91  |
| Buffalo Sabres (6)      | 82 | 36 | 29 | 17 | 211 | 187 | 89  |
| Montréal Canadiens (7)  | 82 | 37 | 32 | 13 | 235 | 208 | 87  |
| Ottawa Senators (8)     | 82 | 34 | 33 | 15 | 193 | 200 | 83  |
| Carolina Hurricanes (9) | 82 | 33 | 41 | 8  | 200 | 219 | 74  |

#### Western Conference
| Central Division         | GP | W  | L  | T  | GF  | GA  | Pts |
| ------------------------ | -- | -- | -- | -- | --- | --- | --- |
| Dallas Stars (1)         | 82 | 49 | 22 | 11 | 242 | 167 | 109 |
| Detroit Red Wings (2)    | 82 | 44 | 23 | 15 | 250 | 196 | 103 |
| St. Louis Blues (3)      | 82 | 45 | 29 | 8  | 256 | 204 | 98  |
| Phoenix Coyotes (6)      | 82 | 35 | 35 | 12 | 224 | 227 | 82  |
| Chicago Blackhawks (9)   | 82 | 30 | 39 | 13 | 192 | 199 | 73  |
| Toronto Maple Leafs (10) | 82 | 30 | 43 | 9  | 194 | 237 | 69  |

| Pacific Division             | GP | W  | L  | T  | GF  | GA  | Pts |
| ---------------------------- | -- | -- | -- | -- | --- | --- | --- |
| Colorado Avalanche (4)       | 82 | 39 | 26 | 17 | 231 | 205 | 95  |
| Los Angeles Kings (5)        | 82 | 38 | 33 | 11 | 227 | 225 | 87  |
| Edmonton Oilers (7)          | 82 | 35 | 37 | 10 | 215 | 224 | 80  |
| San Jose Sharks (8)          | 82 | 34 | 38 | 10 | 210 | 216 | 78  |
| Calgary Flames (11)          | 82 | 26 | 41 | 15 | 217 | 252 | 67  |
| Mighty Ducks of Anaheim (12) | 82 | 26 | 43 | 13 | 205 | 261 | 65  |
| Vancouver Canucks (13)       | 82 | 25 | 43 | 14 | 224 | 273 | 64  |

### Beste Scorer
Bester Scorer war Jaromír Jágr. Als bester Vorlagengeber musste er sich den ersten Platz mit seinen 67 Assists mit Wayne Gretzky teilen. Auch bei den Torschützen gab es zwei Führende, Teemu Selänne und Peter Bondra erzielten je 52 Treffer. Einen Treffer weniger erzielte Pawel Bure, der es mit 329 Schüssen am häufigsten versuchte.
In Überzahl war Žigmund Pálffy mit 17 Toren der Beste, während in Unterzahl Jeff Friesen und Pawel Bure mit je sechs Treffern erfolgreich waren. Mit einem Schnitt von 21,9 landete fast mehr als jeder fünfte Schuss von Mike Sillinger im Tor. Die Plus/Minus führte Chris Pronger mit +47 deutlich an. Der böse Bube der Saison war Donald Brashear mit 372 Strafminuten. Erfolgreichster Verteidiger war Nicklas Lidström mit 59 Punkten. Rob Blake erzielte 23 Tore, während Sergei Subow 47 Vorlagen gab.
Abkürzungen: GP = Spiele, G = Tore, A = Assists, Pts = Punkte, +/− = Plus/Minus, PIM = Strafminuten; Fett: Saisonbestwert
| Spieler        | Team         | GP | G  | A  | Pts | +/− | PIM |
| -------------- | ------------ | -- | -- | -- | --- | --- | --- |
| Jaromír Jágr   | Pittsburgh   | 77 | 35 | 67 | 102 | +17 | 64  |
| Peter Forsberg | Colorado     | 72 | 25 | 66 | 91  | +6  | 94  |
| Pawel Bure     | Vancouver    | 82 | 51 | 39 | 90  | +5  | 48  |
| Wayne Gretzky  | NY Rangers   | 82 | 23 | 67 | 90  | −11 | 28  |
| John LeClair   | Philadelphia | 82 | 51 | 36 | 87  | +30 | 32  |
| Žigmund Pálffy | NY Islanders | 82 | 45 | 42 | 87  | −2  | 34  |
| Ron Francis    | Pittsburgh   | 81 | 25 | 62 | 87  | +12 | 20  |
| Teemu Selänne  | Anaheim      | 73 | 52 | 34 | 86  | +12 | 30  |
| Jason Allison  | Boston       | 81 | 33 | 50 | 83  | +33 | 60  |
| Jozef Stümpel  | Los Angeles  | 77 | 21 | 58 | 79  | +17 | 53  |

### Beste Torhüter
Abkürzungen: GP = Spiele, TOI = Eiszeit (in Minuten), W = Siege, L = Niederlagen, T = Unentschieden, GA = Gegentore, SO = Shutouts, Sv% = gehaltene Schüsse (in %), GAA = Gegentorschnitt; Fett: Saisonbestwert
| Spieler        | Team         | GP | TOI  | W  | L  | T  | GA  | SO | Sv%   | GAA  |
| -------------- | ------------ | -- | ---- | -- | -- | -- | --- | -- | ----- | ---- |
| Ed Belfour     | Dallas       | 61 | 3581 | 37 | 12 | 10 | 112 | 9  | 0,916 | 1,88 |
| Martin Brodeur | New Jersey   | 70 | 4128 | 43 | 17 | 8  | 130 | 10 | 0,917 | 1,89 |
| Tom Barrasso   | Pittsburgh   | 63 | 3542 | 31 | 14 | 13 | 122 | 7  | 0,922 | 2,07 |
| Dominik Hašek  | Buffalo      | 72 | 4220 | 33 | 23 | 13 | 147 | 13 | 0,932 | 2,09 |
| Ron Hextall    | Philadelphia | 46 | 2688 | 21 | 17 | 7  | 97  | 4  | 0,911 | 2,17 |
| Trevor Kidd    | Carolina     | 47 | 2685 | 21 | 21 | 3  | 97  | 3  | 0,922 | 2,17 |
| Jamie McLennan | St. Louis    | 30 | 1658 | 16 | 8  | 2  | 60  | 2  | 0,903 | 2,17 |

### Beste Rookiescorer
Den Titel als bester Rookiescorer teilten sich der mit 22 Toren erfolgreichste Torjäger Sergei Samsonow und Mike Johnson, der mit 32 Vorlagen eine Bestleistung aufgestellt hatte. Beide erreichten 47 Punkte. Die Plus/Minus-Wertung der Rookies führte Anders Eriksson mit +21 an. Krzysztof Oliwa zeigte mit 295 Strafminuten, dass er schon in seiner ersten Saison niemanden fürchtete.
Abkürzungen: GP = Spiele, G = Tore, A = Assists, Pts = Punkte, +/- = Plus/Minus, PIM = Strafminuten
| Spieler         | Team       | GP | G  | A  | Pts | +/− | PIM |
| --------------- | ---------- | -- | -- | -- | --- | --- | --- |
| Sergei Samsonow | Boston     | 81 | 22 | 25 | 47  | +9  | 8   |
| Mike Johnson    | Toronto    | 82 | 15 | 32 | 47  | −4  | 24  |
| Patrik Eliáš    | New Jersey | 74 | 18 | 19 | 37  | +18 | 28  |
| Patrick Marleau | San Jose   | 74 | 13 | 19 | 32  | +5  | 14  |
| Marco Sturm     | San Jose   | 74 | 10 | 20 | 30  | −2  | 40  |
| Mattias Öhlund  | Vancouver  | 77 | 7  | 23 | 30  | +3  | 76  |

## Stanley-Cup-Playoffs
|  | Conference-Viertelfinale                              | Conference-Viertelfinale | Conference-Viertelfinale |                    | Conference-Halbfinale | Conference-Halbfinale | Conference-Halbfinale |                     |              | Conference-Finale | Conference-Finale | Conference-Finale |  |  | Stanley-Cup-Finale | Stanley-Cup-Finale | Stanley-Cup-Finale |
|  |                                                       |                          |                          |                    |                       |                       |                       |                     |              |                   |                   |                   |  |  |                    |                    |                    |
|  | 1                                                     | New Jersey Devils        | 2                        |                    | 4                     | Washington Capitals   | 4                     |                     |              |                   |                   |                   |  |  |                    |                    |                    |
|  | 8                                                     | Ottawa Senators          | 4                        | 8                  | Ottawa Senators       | 1                     |                       |                     |              |                   |                   |                   |  |  |                    |                    |                    |
|  |                                                       |                          |                          |                    |                       |                       |                       |                     |              |                   |                   |                   |  |  |                    |                    |                    |
|  | 2                                                     | Pittsburgh Penguins      | 2                        | Eastern Conference | Eastern Conference    | Eastern Conference    |                       |                     |              |                   |                   |                   |  |  |                    |                    |                    |
|  | 2                                                     | Pittsburgh Penguins      | 2                        | Eastern Conference | Eastern Conference    | Eastern Conference    |                       |                     |              |                   |                   |                   |  |  |                    |                    |                    |
|  | 7                                                     | Canadiens de Montréal    | 4                        |                    |                       |                       |                       |                     |              |                   |                   |                   |  |  |                    |                    |                    |
|  | 7                                                     | Canadiens de Montréal    | 4                        | 4                  | Washington Capitals   | 4                     |                       |                     |              |                   |                   |                   |  |  |                    |                    |                    |
|  |                                                       |                          |                          | 4                  | Washington Capitals   | 4                     |                       |                     |              |                   |                   |                   |  |  |                    |                    |                    |
|  |                                                       | 6                        | Buffalo Sabres           | 2                  |                       |                       |                       |                     |              |                   |                   |                   |  |  |                    |                    |                    |
|  | 3                                                     | 6                        | Buffalo Sabres           | 2                  | Philadelphia Flyers   | 1                     |                       |                     |              |                   |                   |                   |  |  |                    |                    |                    |
|  | 3                                                     |                          |                          |                    | Philadelphia Flyers   | 1                     |                       |                     |              |                   |                   |                   |  |  |                    |                    |                    |
|  | 6                                                     | Buffalo Sabres           | 4                        |                    |                       |                       |                       |                     |              |                   |                   |                   |  |  |                    |                    |                    |
|  | 6                                                     | Buffalo Sabres           | 4                        |                    |                       |                       |                       |                     |              |                   |                   |                   |  |  |                    |                    |                    |
|  |                                                       |                          |                          |                    |                       |                       |                       |                     |              |                   |                   |                   |  |  |                    |                    |                    |
|  | 4                                                     | Washington Capitals      | 4                        | 6                  | Buffalo Sabres        | 4                     |                       |                     |              |                   |                   |                   |  |  |                    |                    |                    |
|  | 4                                                     | Washington Capitals      | 4                        | 6                  | Buffalo Sabres        | 4                     |                       |                     |              |                   |                   |                   |  |  |                    |                    |                    |
|  | 5                                                     | Boston Bruins            | 2                        | 7                  | Canadiens de Montréal | 0                     |                       |                     |              |                   |                   |                   |  |  |                    |                    |                    |
|  | 5                                                     | Boston Bruins            | 2                        | 7                  | Canadiens de Montréal | 0                     | E4                    | Washington Capitals | 0            |                   |                   |                   |  |  |                    |                    |                    |
|  | (Die Teams werden nach der ersten Runde neu gesetzt.) |                          |                          |                    |                       |                       | E4                    | Washington Capitals | 0            |                   |                   |                   |  |  |                    |                    |                    |
|  |                                                       | W3                       | Detroit Red Wings        | 4                  |                       |                       |                       |                     |              |                   |                   |                   |  |  |                    |                    |                    |
|  | 1                                                     | W3                       | Detroit Red Wings        | 4                  | Dallas Stars          | 4                     |                       | 1                   | Dallas Stars | 4                 |                   |                   |  |  |                    |                    |                    |
|  | 1                                                     |                          |                          |                    | Dallas Stars          | 4                     |                       | 1                   | Dallas Stars | 4                 |                   |                   |  |  |                    |                    |                    |
|  | 8                                                     | San Jose Sharks          | 2                        | 7                  | Edmonton Oilers       | 1                     |                       |                     |              |                   |                   |                   |  |  |                    |                    |                    |
|  | 8                                                     | San Jose Sharks          | 2                        | 7                  | Edmonton Oilers       | 1                     |                       |                     |              |                   |                   |                   |  |  |                    |                    |                    |
|  |                                                       |                          |                          |                    |                       |                       |                       |                     |              |                   |                   |                   |  |  |                    |                    |                    |
|  | 2                                                     | Colorado Avalanche       | 3                        |                    |                       |                       |                       |                     |              |                   |                   |                   |  |  |                    |                    |                    |
|  | 2                                                     | Colorado Avalanche       | 3                        |                    |                       |                       |                       |                     |              |                   |                   |                   |  |  |                    |                    |                    |
|  | 7                                                     | Edmonton Oilers          | 4                        |                    |                       |                       |                       |                     |              |                   |                   |                   |  |  |                    |                    |                    |
|  | 7                                                     | Edmonton Oilers          | 4                        | 1                  | Dallas Stars          | 2                     |                       |                     |              |                   |                   |                   |  |  |                    |                    |                    |
|  |                                                       |                          |                          | 1                  | Dallas Stars          | 2                     |                       |                     |              |                   |                   |                   |  |  |                    |                    |                    |
|  |                                                       | 3                        | Detroit Red Wings        | 4                  |                       |                       |                       |                     |              |                   |                   |                   |  |  |                    |                    |                    |
|  | 3                                                     | 3                        | Detroit Red Wings        | 4                  | Detroit Red Wings     | 4                     |                       |                     |              |                   |                   |                   |  |  |                    |                    |                    |
|  | 3                                                     |                          |                          |                    | Detroit Red Wings     | 4                     |                       |                     |              |                   |                   |                   |  |  |                    |                    |                    |
|  | 6                                                     | Phoenix Coyotes          | 2                        | Western Conference | Western Conference    | Western Conference    |                       |                     |              |                   |                   |                   |  |  |                    |                    |                    |
|  | 6                                                     | Phoenix Coyotes          | 2                        | Western Conference | Western Conference    | Western Conference    |                       |                     |              |                   |                   |                   |  |  |                    |                    |                    |
|  |                                                       |                          |                          |                    |                       |                       |                       |                     |              |                   |                   |                   |  |  |                    |                    |                    |
|  | 4                                                     | St. Louis Blues          | 4                        | 3                  | Detroit Red Wings     | 4                     |                       |                     |              |                   |                   |                   |  |  |                    |                    |                    |
|  | 5                                                     | Los Angeles Kings        | 0                        | 4                  | St. Louis Blues       | 2                     |                       |                     |              |                   |                   |                   |  |  |                    |                    |                    |

## NHL Awards und vergebene Trophäen
- Hauptartikel: NHL Awards 1998

| Auszeichnung                              | Spieler                                            | Team                |
| ----------------------------------------- | -------------------------------------------------- | ------------------- |
| Art Ross Trophy:                          | Jaromír Jágr                                       | Pittsburgh Penguins |
| Bill Masterton Memorial Trophy:           | Jamie McLennan                                     | St. Louis Blues     |
| Bud Ice Plus-Minus Award:                 | Chris Pronger                                      | St. Louis Blues     |
| Calder Memorial Trophy:                   | Sergei Samsonow                                    | Boston Bruins       |
| Conn Smythe Trophy:                       | Steve Yzerman                                      | Detroit Red Wings   |
| Frank J. Selke Trophy:                    | Jere Lehtinen                                      | Dallas Stars        |
| Hart Memorial Trophy:                     | Dominik Hašek                                      | Buffalo Sabres      |
| Jack Adams Award:                         | Pat Burns                                          | Boston Bruins       |
| James Norris Memorial Trophy:             | Rob Blake                                          | Los Angeles Kings   |
| King Clancy Memorial Trophy:              | Kelly Chase                                        | St. Louis Blues     |
| Lady Byng Memorial Trophy:                | Ron Francis                                        | Pittsburgh Penguins |
| Lester B. Pearson Award:                  | Dominik Hašek                                      | Buffalo Sabres      |
| Lester Patrick Trophy:                    | Peter Karmanos Max McNab Neal Broten John Mayasich |                     |
| Mastercard Cutting Edge Play of the Year: | Shjon Podein                                       | Philadelphia Flyers |
| Vezina Trophy:                            | Dominik Hašek                                      | Buffalo Sabres      |
| William M. Jennings Trophy:               | Martin Brodeur                                     | New Jersey Devils   |
| Presidents’ Trophy                        | Presidents’ Trophy                                 | Dallas Stars        |
| Prince of Wales Trophy                    | Prince of Wales Trophy                             | Washington Capitals |
| Clarence S. Campbell Bowl                 | Clarence S. Campbell Bowl                          | Detroit Red Wings   |
| Stanley Cup                               | Stanley Cup                                        | Detroit Red Wings   |